# Салвати, Паоло
 Паоло Салвати  (итал. Paolo Salvati, 1939 - 2014) - итальянский живописец.

## Биография
Родился в Римe 22 февраля 1939 года в доме на улице Лабикана 50. Своей тетей, преподавателем начальных классов Линой Патриарка, был направлен на получение технического образования. Окончив обучение с дипломом инженера-геодезиста, и после службы в армии, сотрудничал с архитектором Марчелло Рутэлли. С годами, от профессии инженера геодезиста он переходит на свободную интерпретацию своих артистических способностей. Художник-экспрессионист, его вдохновением являются Уильям Тернер, Клод Моне, Винсент Ван Гог, Анри де Тулуз — Лотрек. В 1967 году выставляет в Кальяри, Ористано, Боза, Гилардза, Паулилатино, несколько художественных работ используя технику масляной живописи. С 1970 принимает участие в Фестивале Фигуративного и Изящного искусства в Тринита деи Монти (титулярная церковь) и в Галерее Альберто Сорди, ранее Галерея Колонна, в Риме.
Изображает предметы плода воображения, как Синий Камень (гг.1973 — 1974), «Мечты о весне высокой горы» (г.1974), Летом (г.1975), Синие деревья (гг.1968 — 2011), Желтая гора (г. 1991), затем создает серию картин под названием Красная листва (1993, 1994, 2000), морские пейзажи и портреты. Использует такие техники как масляная живопись, темпера, акриловые краски, лично готовит полотна и станки для своих произведений.
В 1973 работает в Риме как миниатюрист и портретист на Площади Навона в компании многих художников и актеров таких как Федерико Боидо (1938—2014), масляной техникой рисует миниатюры изображающие римские достопримечательности и воображаемые ландшафты, на бумаге для портретов использует пастель. На этой же исторической площади знакомится с Джузеппе Аварна, Герцогом Гуалтиери, Маркизом Кастанеа, Бароном Щикамино (1916—1999), который 19 января 1974 года написал и посвятил ему поэзию под названием Другу Художнику.
Эксперт в области проектирования и производства рам на деревянной основе, исследовал техники приготовления холодных клеев для применения золота и серебра, он любитель концертной гитары, увлекался конструкцией и реставрацией струнных инструментов.
В августе 2000 года получает первую премию на IV выпуске конкурса Импровизированной Живописи Антиколи Коррадо за картину маслом на холсте 50x60 изображающую Конюшни, произведение выставлено с 2001 года в Палаццо Баронале в музее современного искусства Антиколи Коррадо.
13 декабря 2005 резолюцией № 1103, выделеной регионом Лацио, Паоло Салвати был признан заслуженным гражданином.
27 декабря 2012 года по предложению председателя Совета Министров он был удостоен титула «Кавалера труда» за заслуги перед Итальянской Республикой.
В 2013 году он был удостоен титула Кавалера Константиновского ордена Солдата Святого Георгия.
Умер в Римe 24 июня 2014 года. Похоронен в Римe на кладбище Верано.